# Batalla de Jaljin Gol
La batalla de Jaljin Gol, más conocida en Japón como el incidente de Nomonhan (ノモンハン事件 Nomonhan jiken?), fue el enfrentamiento decisivo durante la guerra fronteriza no declarada entre el Imperio de Japón y la Unión Soviética a mediados de 1939. No debe ser confundida con la guerra declarada de 1945, cuando la URSS atacó a Japón en cumplimiento de los pactos entre los Aliados, en la llamada Operación Tormenta de Agosto.

## Antecedentes
Después de la Ocupación japonesa de Corea a comienzos del siglo XX, desde los años 20, el Imperio japonés comenzó a dirigir sus ambiciones territoriales hacia la Unión Soviética. Esta, temiendo los planes japoneses de expansión, había ido reforzando su posición en la región desde comienzos de 1934: se construyó la segunda vía del ferrocarril transiberiano hasta la frontera china en el otoño de ese año. A finales de 1935 las fuerzas de la región tenían autonomía para combatir seis meses sin refuerzos de Europa y a finales de 1937 el ferrocarril del Amur también recibió su segunda vía hasta Jabárovsk. En 1939 el número de tanques se había duplicado respecto a 1934 y el número de vehículos blindados se había multiplicado por ocho. En 1938 se enviaron 105 800 hombres más para reforzar las unidades en el este y se terminaron 120 fortificaciones. El terror de las purgas, que se había extendido a finales de los años treinta por Siberia, sin embargo, había debilitado estas defensas y reforzado la posición japonesa, cada vez más amenazante.
En 1932 Japón había creado el Estado títere de Manchukuo, fijando su frontera en el río Jalja (conocido en ruso como Jaljin Gol o Khalkhin Gol), mientras que Mongolia y su aliado soviético sostenían que la frontera estaba ubicada dieciséis kilómetros al este del río, al oriente de la pequeña población de Nomonhan. Desde 1936, la URSS y Mongolia mantenían un acuerdo de asistencia mutua que obligaba a cada parte a acudir en ayuda de la otra en caso de que fuese agredida. Esta rivalidad entre las dos potencias provocó un primer incidente conocido como la batalla del lago Jasán, ocurrida en 1938 en Primorie.

## Desarrollo de las operaciones

### El incidente de Nomonhan
El incidente comenzó el 11 de mayo de 1939, cuando unidades de caballería de Mongolia, conformadas por 70 o 90 hombres, entraron al terreno en disputa con sus caballos, en búsqueda de forraje. Se encontraron en el interior del territorio con fuerzas de caballería de Manchukuo, que los expulsaron de la zona. Dos días después ingresaron nuevamente tropas mongolas y no pudieron ser expulsadas. Según Mólotov en su reunión con el embajador japonés en Moscú el día 19, fueron las tropas japonesas y de Manchukuo las que en los días 11 y 12 habían atacado a los mongoles en las cercanías de Nomonhan, utilizando incluso aviación.

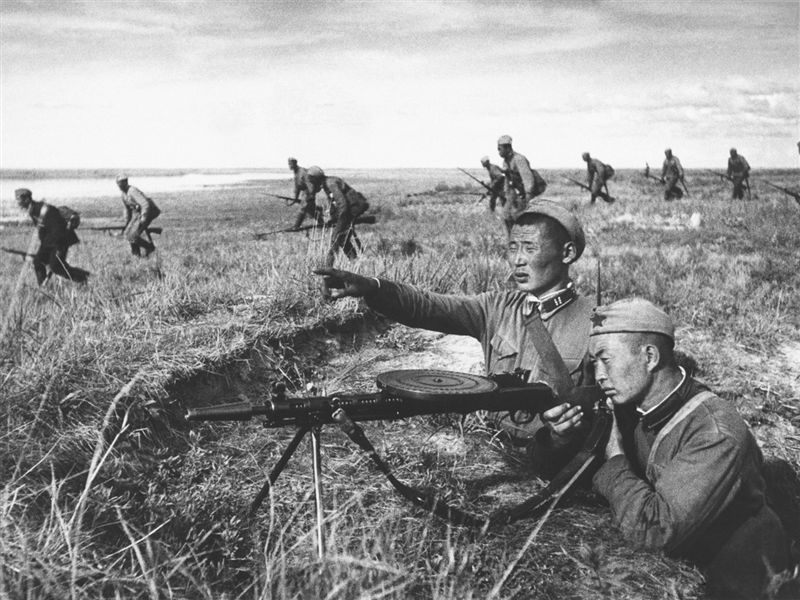
Tropas de Mongolia rechazando un ataque de los japoneses sobre sus líneas defensivas.

Aparecieron en este momento las tropas japonesas del Ejército de Kwantung, que se vieron involucradas intentando recuperar el territorio, pero fueron rechazadas con algunas pérdidas el 14 de mayo. Iósif Stalin ordenó a la STAVKA, el alto mando del Ejército Rojo, que desarrollara un plan para contraatacar a los japoneses. Para dirigir el ataque, se escogió a una joven promesa del ejército: Gueorgui Zhúkov. Las fuerzas de Mongolia y de la URSS se dedicaron a fortalecer sus posiciones en el área, mientras las tropas japonesas del teniente coronel Yaozo Azuma regresaron una semana después. El 22 de mayo un ataque japonés a las líneas enemigas fue repelido. El día 28, llevaron a cabo otro intento con refuerzos de tanques, vehículos blindados, artillería y numerosa aviación, pero fueron nuevamente rechazados. En esta oportunidad las tropas de Azuma fueron rodeadas por las más numerosas tropas soviético-mongolas, siendo totalmente destruidas, resultando ocho oficiales y 97 soldados muertos, y un oficial y 33 soldados heridos (63 % de los japoneses). El Ejército de Kwantung decidió que el área no valía la pena para derramar más sangre japonesa y hubo una pausa en los enfrentamientos.

### Se extienden los combates

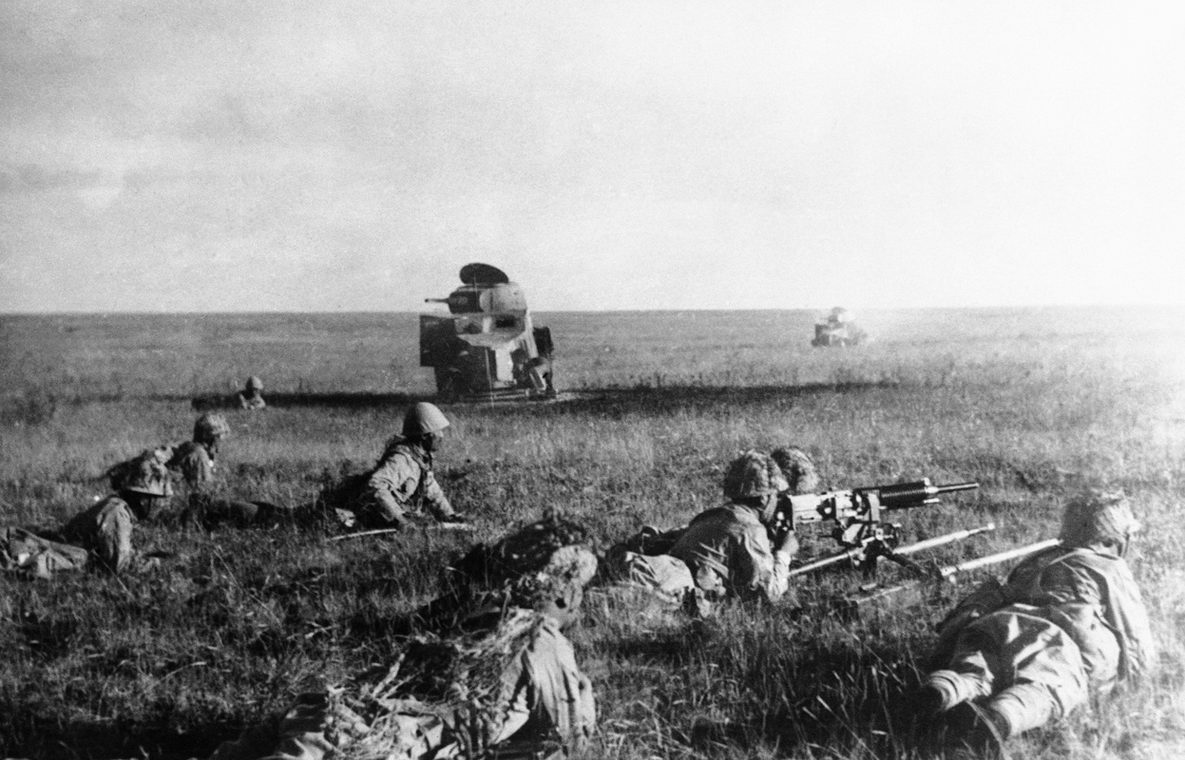
Soldados japoneses arrastrándose delante de vehículos blindados soviéticos destrozados.

A mediados de junio, sin embargo, tropas de Mongolia y soviéticas continuaban operando en el área alrededor de Nomonhan, mientras que unidades aisladas de manchúes eran constantemente atacadas. El 22, 24, 26 y 27 de junio la aviación japonesa bombardeó las posiciones de los soviético-mongoles, por orden del Ejército de Kwantung, que despreció las órdenes del gobierno japonés para evitar un empeoramiento de la situación. Aquel concentró en la zona grandes refuerzos (38 000 hombres, 135 tanques, 225 aviones), logrando una superioridad de tres a uno en infantería y 4,5 a uno en caballería. A fines de ese mes el comandante local del Ejército de Kwantung, el teniente general Michitarō Komatsubara dio su permiso para “expulsar a los invasores”. La operación japonesa se inició el 2 de julio, con presencia de periodistas y agregados militares invitados por los japoneses, y logró cruzar el río Jalja, aunque sufriendo pérdidas considerables. Pese a lo anterior, al atardecer del 3 de julio el ataque se estancó, lo que permitió a Zhúkov realizar un contraataque, devolviendo al enemigo de vuelta al río. El frente estuvo estabilizado durante el verano con pequeñas acciones por ambas partes.

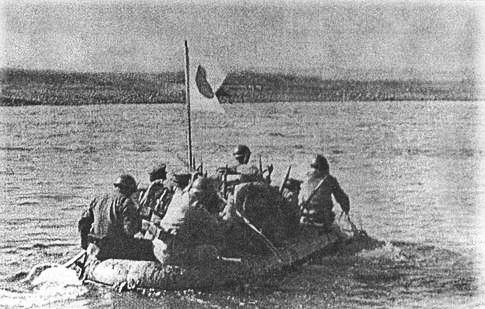
Soldados japoneses cruzan el río Jaljin Gol, 1939

El Gobierno de Tokio, que desde el principio había deseado que los enfrentamientos en Nomonhan no se convirtiesen en una guerra con la URSS como había sucedido con China por el incidente del puente de Marco Polo, trató de controlar las acciones del Ejército de Kwantung. El propio emperador dio instrucciones para que se evitase la extensión de los combates y el embajador en Moscú recibió instrucciones el 17 de julio para buscar la oportunidad de comenzar negociaciones para un armisticio y la delimitación de la frontera lo más pronto posible. El Ejército de Kwantung, sin embargo, se opuso al comienzo de las negociaciones sin antes lograr una posición militar ventajosa, logrando retrasarlas.
A mediados de julio, la reorganización de las fuerzas soviéticas en la zona quedó completada con la formación del 46.º Batallón de Fuerzas Especiales, al mando de Zhúkov desde el 31 de julio. A mediados de agosto este contaba, además, con 57 000 hombres, 498 tanques, 385 vehículos blindados, 542 piezas de artillería y 515 cazas de combate.

### El golpe decisivo de Zhúkov
Finalmente, a mediados de agosto, Zhúkov, conocedor del plan japonés para atacar sus posiciones el 24 de agosto, decidió que era hora de romper el estancamiento y adelantarse a la ofensiva japonesa. Cruzó el Jaljin Gol el día 20 precedido de un gran bombardeo de artillería y aviación con el fin de enfrentarse con la elite de las fuerzas japonesas, con tres divisiones de infantería, artillería pesada, una brigada de carros de combate y los mejores aviones de la Fuerza Aérea Soviética (VVS).
El 23 de agosto de 1939 se firmaba el Pacto Ribbentrop-Mólotov, que Japón consideró una traición de Alemania en este momento de enfrentamiento con la Unión Soviética, lo que podría permitir a los soviéticos concentrar sus tropas en el frente siberiano contra los japoneses. El Gobierno de Tokio cayó y fue sustituido por un nuevo gabinete que se propuso acabar con los enfrentamientos con los soviéticos a la mayor brevedad dada la incertidumbre del respaldo alemán y más tarde tratar de solucionar el resto de disputas que enfrentaban a Japón con la Unión Soviética. La doctrina militar japonesa en esos tiempos para las unidades del frente era mantener su posición respondiendo con todo el fuego posible y esperar la ayuda de la retaguardia. Si bien esta estrategia demostró ser exitosa contra los chinos, los tanques soviéticos lograron dar la vuelta a la situación, rompiendo el frente en varios lugares. Dos divisiones completas fueron rodeadas, mientras que las demás eran dispersadas. El 27 de agosto los japoneses intentaron romper el sitio, pero fracasaron. Cuando se negaron a rendirse, Zhúkov ordenó arrasar a las tropas con la artillería y la fuerza aérea. Esto significó la total destrucción de las fuerzas niponas.
La superioridad soviética en tanques y artillería les permitió aniquilar a la 23.ª División nipona, núcleo del nuevo 6.º Ejército nipón recién formado por el Ejército de Kwantung. El día 31 de agosto cesaba la última resistencia japonesa, a pesar de los intentos del ejército japonés de recuperar la situación tomando el control del aire, que fracasó con la pérdida de 71 aeronaves.

## Resultados

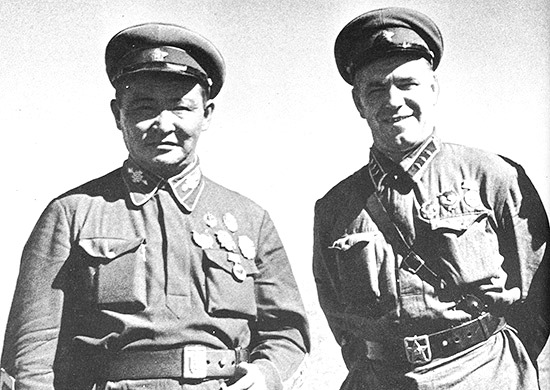
Mariscal de campo Khorloogiin Choibalsan (ejército de Mongolia) y General G.K Zhukov (ejército soviético) durante la campaña de Khalkhyn Gol

Después de la batalla, el Ejército Rojo atacó a las tropas japonesas restantes, obligándolas a retirarse a Manchukuo.

El 31 de agosto de 1939, el embajador japonés en Moscú recibía instrucciones de comenzar conversaciones con los soviéticos inmediatamente. Se reunió con el ministro de Exteriores soviético Viacheslav Mólotov el 9 y 10 de septiembre, sin lograr un acuerdo para un cese el fuego ya que los japoneses no aceptaban la frontera reconocida por los soviéticos. El día 14 propuso con éxito el alto el fuego con el mantenimiento de las posiciones militares, dejando para más adelante la delimitación de fronteras. El 16 de septiembre una declaración conjunta establecía el cese el fuego, el 9 de junio de 1940 se alcanzaba un acuerdo fronterizo y un año después se lograba un acuerdo por medio de un tratado conocido como Pacto de Neutralidad, suscrito el 13 de abril de 1941.

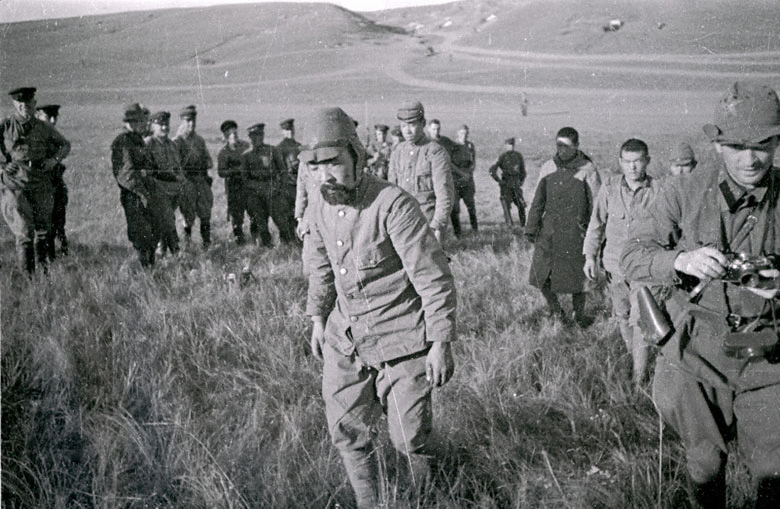
Prisioneros japoneses hechos por el Ejército Rojo durante la batalla.

Los japonesas contaron 17 202 muertos y heridos, fueron las más elevadas sufridas por el Ejército imperial desde comienzos del siglo XX. Según fuentes soviéticas, los japoneses sufrieron 60 000 muertos y heridos, y 3000 prisioneros. Los soviéticos perdieron 9703 muertos y 15 000 heridos en los combates.La victoria devolvió la confianza al Ejército soviético, debilitado por la Gran Purga, y sirvió de pruebas para los siguientes combates con vehículos mecanizados. Por su parte, el Ejército de Kwantung recibió un duro golpe a su prestigio y Japón abandonó la idea de enfrentarse en solitario contra la Unión Soviética sin apoyo alemán.

### Influencias en la Segunda Guerra Mundial

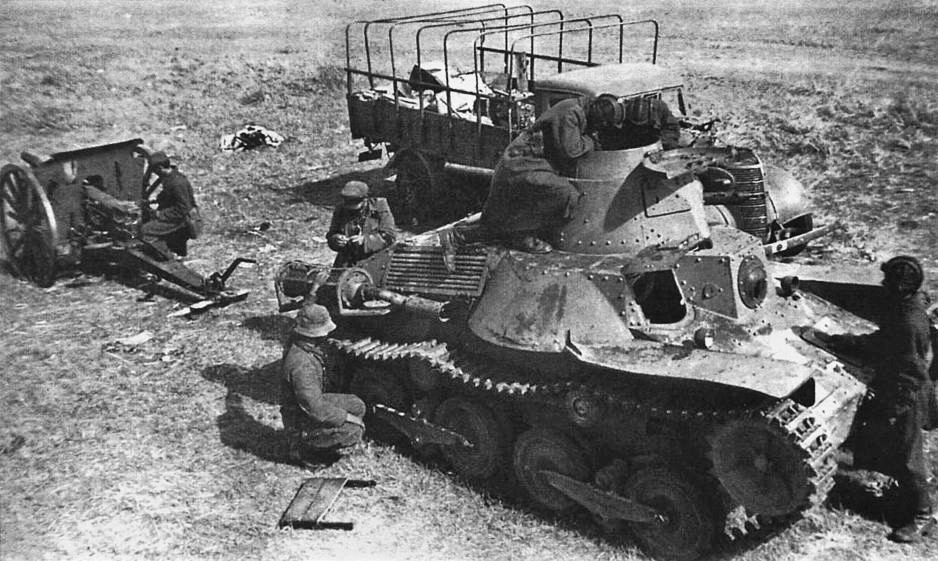
Soldados soviéticos inspeccionan el material capturado al Ejército Imperial Japonés.

Pese a que este conflicto y su principal batalla son poco conocidos en Occidente, tuvo profunda influencia en la Segunda Guerra Mundial. Por un lado se estableció que dos de los países miembros del Eje nunca iban a poder conectarse territorialmente (por lo menos por intermedio de Rusia, ya que la posibilidad por el Cercano Oriente existió hasta mediados de 1942), convenció al Estado Mayor de Tokio que la política de ataque por el norte, apoyada por el Ejército Imperial, que promovía capturar el extremo oriente ruso hasta el lago Baikal por sus recursos era impracticable. Dada la superioridad del ejército soviético —sobre todo en tanques y aviones— el número de divisiones necesarias para enfrentarse a la URSS se aumentó notablemente, hasta el 70 % del total del ejército, descartándose la posibilidad de una guerra en dos frentes.  En vez de ella se apoyó la política de ataque por el sur, apoyada por la Armada Imperial, que aconsejaba ocupar el sudeste asiático para aprovechar sus recursos (especialmente el petróleo y los ricos yacimientos de las Indias Orientales Neerlandesas). Esta política llevó finalmente a Japón a atacar Pearl Harbor dos años y medio después de la batalla.
También se transformó en la primera gran victoria del famoso general soviético Gueorgui Zhúkov. La gran experiencia aprendida por parte del Ejército de Siberia rindió sus frutos a las afueras de Moscú en diciembre de 1941, cuando estas tropas, nuevamente bajo el mando de Zhúkov, llevaron a cabo la primera contraofensiva exitosa durante la Gran Guerra Patria contra el Ejército alemán. Por medio de los invaluables informes del espía Richard Sorge que señalaban la imposibilidad de un ataque de Japón en el Extremo oriente ruso, Stalin pudo mover estas preciadas tropas para emplazarlas alrededor de la capital soviética.
Fuera de todo lo anterior, como resultado de la batalla, Japón se volvió reacio a atacar a la Unión Soviética, prefiriendo hacerlo contra los Estados Unidos. Además, la política del Hokushin-ron o "Camino del norte", que postulaba a Manchuria y Siberia como parte de la "esfera de interés" de Japón, perdió influencia entre los mandos militares japoneses, que empezaron a aceptar la doctrina contraria del Nanshin-ron que declaraba al Sudeste Asiático y Polinesia como metas del expansionismo nipón, considerando tras 1940 que sería más fácil dominar dichas regiones antes que arriesgarse a una campaña bélica contra la URSS. 
El enorme elemento disuasorio del Ejército Rojo sobre los japoneses es un poco inexplicable según los registros históricos, sugiriendo que falta una pieza fundamental para comprenderlo coherentemente. Se ha especulado que pudo haber sucedido que las bajas japonesas en Jaljin Gol fueron mucho más altas que las reveladas, o que los militares japoneses pensaban encontrarse vulnerables ante la posibilidad de una insurrección interna si fueran derrotados en una guerra a gran escala, particularmente frente a los principios igualitaristas de la Unión Soviética, pese a que para la opinión pública de ambas partes el resultado de la batalla fue desconocido. Como resultado de esto, Adolf Hitler esperaba que al declarar la guerra a los Estados Unidos, podría conquistar el apoyo japonés en su guerra contra los soviéticos, desconociendo lo improbable que esto era después de Jaljin Gol.

## Memoria
- En 1979 Mongolia y la URSS realizaron un documental «Халхин-Гол» («Jaljin Gol») conjunto[23]